# Lexico
Lexico es un lenguaje de programación didáctico en español para facilitar el aprendizaje y la enseñanza de la programación orientada a objetos. 
Las investigaciones realizadas con él así lo han comprobado que puede mejorar el desempeño y la habilidad lógica de los estudiantes pues les permite experimentar con los algoritmos diseñados,[cita requerida] sin tener que dedicar meses a aprender un lenguaje de producción que les permita "ver" sus creaciones. 
Su forma exterior es sencilla aunque versátil. El compilador, disponible en su portal, es distribuible y se ejecuta sobre la plataforma .NET de Microsoft. Esta última también es distribuible y soporta las características exigidas internacionalmente para considerarse puro respecto al paradigma. Posee una interfaz simple que evita dificultades para iniciar.
Permite la suficiente sencillez para entrenarse con los conceptos básicos en algoritmos para que la persona practique las estructuras fundamentales en lógica (secuencia con {....}, decisión con es ? y ciclo de repeticiones con mientras) y la clásica estructura de representación de información compuesta llamada  arreglo.
El centro medular es su orientación a la programación orientada a objetos para lo cual posee el soporte apropiado y se ha simplificado al máximo de manera que ayude a la inmersión en los conceptos.
Los objetos pueden ser construidos con base en las dos clases fundamentales, cantidad y caracteres, con base en las clases establecidas por el programador, con base en las 7000  definiciones de la plataforma .NET de Microsoft y otros ensamblados en forma de dll (bibliotecas de enlaces dinámicos) producidos por terceros, lo que permite desarrollar  aplicaciones complejas que incluyan controles, el manejo gráfico y el manejo de eventos.
Las clases pueden ser definidas en el programa o en archivos externos y por la vía de la herencia con base en la biblioteca FCL (Biblioteca de Clases del Marco de trabajo) de Microsoft. Aquellas que no hayan sido definidas dentro del archivo principal de trabajo son incorporadas con la instrucción incluya.
La versión Lexico 3.0, además de poder generar código ejecutable para ser corrido sobre la plataforma .NET completa, genera código ejecutable para la plataforma CF .NET (Compact Framework) lo que le hace útil para producir programas destinados a Windows Mobile (WM) que corre sobre el sistema operativo WindowsCE existente en los móviles conocidos como PPC (sigla en inglés para computadores personales de bolsillo) y los SmartPhone (o teléfonos inteligentes).
La versión Lexico 3.1 ha sido creada para las máquinas de 64 bits con sistema operativo Windows versión 7 o superior y ha sido probada durante varios años en un curso universitario.

## Desventajas
El inconveniente didáctico es que solo funciona en la plataforma Windows .NET de manera muy estricta dejando fuera a todas las instituciones educativas que están implementando (o están en vías de implementar) Linux u otros Sistemas Operativos.
No queda clara su licencia ni existe código fuente de la plataforma, además de no existir un documento unificado y formal de la definición del lenguaje (solo páginas sueltas explicando algunos aspectos del lenguaje).